# 1656
1656 (MDCLVI) var ett skottår som började en lördag i den gregorianska kalendern och ett skottår som började en tisdag i den julianska kalendern.

## Händelser

### Januari
- 7 januari – Fördraget i Wehlau sluts mellan Sverige och kurfursten av Brandenburg, varvid kurfurstendömet får suveränitet över Ostpreussen. Karl X Gustav får ge upp planerna på hela polska kusten.[1]
- 17 januari – Svenska hären drar sig tillbaka från Königsberg.
- 28 januari – Karl X Gustavs här förenas med general Robert Douglas' i Łowicz.

### Februari
- 2 februari
  - Svenskarna besegrar polackerna i slaget vid Radom.
  - Gustav Otto Stenbocks här innesluter Marienburg.
- 8 februari – Svenskarna besegrar polackerna i slaget vid Golomb.
- 14 februari – Koniecpolski och hans qvartianer lämnar svensk tjänst.
- 28 februari
  - Marienburg kapitulerar för Stenbock.
  - Karl X Gustavs här kommer till Jaroslaw.

### Mars
- 8 mars – Svenskarna intar staden Bielitz.
- 14–19 mars – 4.000 qvartianer lämnar svensk tjänst.
- 22 mars – Då kardinal Decio Azzolino den yngre har träffat f.d. drottning Kristina väldigt mycket den senaste tiden ser han sig denna dag tvingad att skriva ett brev till påven. I brevet dementerar han ryktena om att han och Kristina skulle vara mer intima än enbart vänskapligt.
- 24 mars – Svenskarna besegrar polackerna i striden vid Sandomierz.
- 26 mars – Svenskarna går över floden San och besegrar polackerna och litauerna.
- 27 mars – Svenskarna besegras av polackerna i slaget vid Warka.

### April
- 5 april – Fältmarskalk Arvid Wittenbergs armé tar skydd i Warszawa.
- 19 april – Hertig Adolf Johan av Pfalz-Zweibrücken får befälet över hären, medan Karl X Gustav beger sig till Thorn.
- 27 april – Svenskarna besegrar polackerna i slaget vid Gneizno.
- 30 april – Polackerna gör ett stort utfall från Danzig mot Dirschau, vilket dock slås tillbaka av svenskarna.

### Maj
- 8 maj – Polackerna gör ett stort stormanfall mot Warszawa men slås tillbaka av svenskarna.
- 15 maj – Danzigborna lämnar alla framskjutna skansar.
- 17 maj – Ryssland förklarar Sverige krig, detta är början till Karl X Gustavs ryska krig.
- 19 maj – Danzig är nu totalt inringat av svenskarna, både till lands och till sjöss, med 6.000 man. Samtidigt belägrar polackerna Warszawa med 35.000 man.

### Juni
- 3 juni – Ryssarna invaderar Ingermanland och anfaller östra Finland.
- 15 juni – Sverige sluter ett nytt förbund med Brandenburg.
- 19 juni – Polackerna genomför ett nytt stormanfall mot Warszawa.
- 21 juni – Svenskarna i Warszawa kapitulerar för polackerna.

### Juli
- 5 juli – Ryssarna belägrar Kexholm.
- 8 juli – Svenskarna anfaller det ryska lägret Petjory.
- 14 juli – Svenskarna besegrar ryssarna i slaget vid Rautus kyrka.
- 17 juli – En holländsk flotta anländer till Danzig för att undsätta staden.
- 18–20 juli – Svenskarna besegrar polackerna i tredagarsslaget vid Warszawa.
- 28 juli – Ryssarna innesluter Dorpat.

### Augusti
- 14 augusti – Ryssarna intar Dünaburg.
- 21 augusti – Ryssarna, under befäl av tsar Aleksej, börjar belägra Riga.
- 24 augusti – Svenskarna besegras av polackerna i slaget vid Rawa.
- 28 augusti – Svenskarna besegras av polackerna i slaget vid Łowicz.
- 30 augusti – Lewenhaupts här undsätter Kexholm.

### September
- 1 september
  - En dansk flotta förenar sig med den holländska vid Danzig.
  - Genom traktaten i Elbing, sluten med Nederländerna, tvingas Sverige upphöra med alla fientligheter mot Danzig, som nederländarna vill skydda.
- 4 september – Stenbocks här lämnar Danzig för att undsätta Riga.
- 15 september – Polske kungen avslår Karl X Gustavs förslag om fredsförhandlingar.
- 16 september – Danska flottan lämnar Danzig.
- 26 september – De sista holländska fartygen lämnar Danzig.
- 28 september – Svenskarna besegras av polackerna i slaget vid Lyck.

### Oktober
- 6 oktober – Ryssarna upphäver belägringen av Riga.
- 12 oktober – Svenskarna besegrar polackerna i slaget vid Filippovo.
- 19 oktober – Fältmarskalk Hans Kristoffer von Königsmarck tas till fånga och förs till Danzig.
- 22 oktober – Dorpat kapitulerar för ryssarna.
- 24 oktober – Polen och Ryssland ingår ett vapenstillestånd.

### November
- 5 november – Polackerna, under befäl av kung Johan Kasimir, erövrar Danzig.
- 6 november – Polen och Ryssland ingår ett fördrag mot Sverige.
- 10 november – Kurfursten Fredrik Wilhelm erkänns av svenskarna som furste över Ostpreussen genom fördraget i Libau.

### December
- 2 december – Svenskarna slår tillbaka ett polskt anfall mot Danziger Haupt.
- 6 december – Karl X Gustav sluter ett avtal med fursten Georg II Rákóczy av Siebenbürgen (Transsylvanien).
- 24–25 december – Svenskarna besegrar polackerna i slaget vid Konitz.
- 28 december – Stenbocks här går i vinterkvarter utanför Danzig.

### Okänt datum
- En folkresning utbryter i Polen mot svenskarna.
- Den så kallade Palmstruchska banken grundas.

## Födda
- 2 februari – Alida Schuyler, nordamerikansk affärskvinna.
- 9 februari – Rosa Venerini, italiensk nunna, helgon.
- 5 juni – Joseph Pitton de Tournefort, fransk botaniker.
- 20 juli – Johann Bernhard Fischer von Erlach, österrikisk arkitekt.
- 11 september – Ulrika Eleonora av Danmark, drottning av Sverige 1680–1693, gift med Karl XI.
- 20 oktober – Nicolas de Largillière, fransk konstnär.
- 29 oktober – Edmond Halley, brittisk vetenskapsman.

## Avlidna
- 26 februari – Valdemar Christian av Schleswig-Holstein, dansk greve.
- 21 mars – James Ussher, irländsk ärkebiskop och teolog.
- 27 april – Jan van Goyen, nederländsk landskapsmålare.
- 23 oktober – Erik Axelsson Oxenstierna, svensk greve, rikskansler sedan 1654.
- 12 december – Gabriel Bengtsson Oxenstierna, svensk ämbetsman, riksskattmästare 1634–1645 och riksamiral sedan 1652.
- Andrea Bolgi, italiensk barockskulptör.

### Fotnoter
1. ↑  Retrobibliothek (läst 3 april 2011)